# کرایس‌لاند
کرایس‌لاند (به هلندی: Kruisland) یک منطقهٔ مسکونی در هلند است که در استین‌برخن واقع شده‌است. کرایس‌لاند ۲٬۳۴۰ نفر جمعیت دارد.